# Zwickauer Steinkohlenbau-Verein
Der Zwickauer Steinkohlenbau-Verein war das älteste Bergbauunternehmen auf Aktien in Zwickau. Er wurde 1837 gegründet und bestand bis 1920.

## Geschichte

### Allgemeines
Im Zwickauer Steinkohlenrevier wurde bereits seit dem 10./11. Jahrhundert Steinkohle abgebaut, und zwar von den jeweiligen Grundeigentümern. Vor der Mitte des 19. Jahrhunderts waren dies die Herren von Arnim mit den später so genannten von Arnimschen Steinkohlenwerken auf Planitzer Flur, die Altgemeinde Bockwa mit verschiedenen kleineren Schächten auf Bockwaer Flur sowie kleinere Eigentümer, hauptsächlich Bauern, in Oberhohndorf und Reinsdorf. Im Gebiet der Stadt Zwickau fand kein Steinkohlenbergbau statt, es war jedoch durch den bereits auf den Fluren der Nachbardörfer umgehenden Bergbau klar, dass auch hier, wenn auch in größerer Teufe, Steinkohle vorhanden sein musste. Dies war die Ausgangssituation für die Gründung des Zwickauer Steinkohlenbau-Vereins. Besonders vorangetrieben wurde sie durch das Konkurrenzunternehmen des späteren Erzgebirgischen Steinkohlen-Actien-Vereins (EStAV), dessen Protagonisten der Freiberger Bergkommissionsrat Amandus Kühn und der Professor an der Freiberger Bergakademie August Breithaupt waren. Breithaupt stellte am 28. August 1837 ein Gesuch an den Rat der Stadt Zwickau, ihm die Abbaurechte unter den Stadtgütern zu erteilen, welches vom Stadtrat abschlägig beschieden wurde, da dieser den lukrativen Abbau Zwickauer Bürgern vorbehalten wollte.

### Die Anfänge
Am 26. Oktober 1837 wurden vom „Comité des Zwickauer Steinkohlenbau-Vereins“ dem Oberbergamt Freiberg Erkundungsbohrungen auf den Flächen der Stadtgüter angezeigt, die schließlich am 10. Oktober 1838 auf dem „Patenacker“ zwischen Hinterneudörfel und Planitz in 160 m Teufe das Rußkohlenflöz mit 5 m Kohlenmächtigkeit sowie wenig tiefer das tiefe Planitzer Flöz mit mehr als 1,6 m Mächtigkeit erbohrten. Zur Finanzierung dieser Bohrungen wurden am 10. und 11. November 1837 2500 Aktien zu je 4 Talern ausgegeben, die die Inhaber berechtigten, später pro Bohrversuchs-Aktie eine 50-Taler-Aktie des neuzugründenden Steinkohlenbau-Vereins zu zeichnen.
Daraufhin wurde am 7. Januar 1839 auf Neudörfler Flur der „Vereins-Glück-Schacht“ angesetzt, der 29. Januar 1841 bei 160 m Teufe das Rußkohlenflöz mit 3,5 m Gesamtmächtigkeit erteufte. Dieses Ereignis wurde mit einem Bergfest am 14. März 1841 festlich begangen. Bereits am Vorabend wurde im Gewandhaus ein Festessen gegeben. Nach einem Festgottesdienst zogen die Honoratioren der Stadt unter Jagdhornblasen der Zwickauer Garnison vor die Stadttore zum Schacht, wo im Beisein von Vertretern des Bergamtes feierlich die erste Tonne Steinkohle gefördert wurde und der Planitzer Pfarrer Bosdorf die Grube bergmännisch einsegnete. Die erste Kohle wurde den Armen der Stadt gespendet.
Der Vereinsglückschacht erhielt zwei Dampfmaschinen: eine Fördermaschine mit 16 PS und eine Wasserhaltungsmaschine mit 20 PS Leistung. Er hatte eine rechteckige Schachtscheibe mit bogenförmigen Stößen mit den Abmessungen 3,675 × 2,0 m. Sie war in die beiden Fördertrümer und das Fahr- und Wasserhaltungstrum unterteilt.
Bereits 1842 wurde etwa 400 m östlich des Vereinsglückschachtes der Auroraschacht angesetzt (50° 41′ 55,6″ N, 12° 29′ 23″ O), der 1846 die Kohle erreichte. Er hatte eine rechteckige Schachtscheibe mit den Abmessungen 4,88 × 1,7 m.
Im Jahre 1843 wurde der Vereinsglückschacht auf 220 m weiterverteuft und dabei das 2,2 m mächtige Pechkohlenflöz (= obere Abteilung des tiefen Planitzer Flözes) sowie bei 220 m Teufe das 4 m mächtige Amandusflöz (bis dahin unbekannt und daher nach dem Bergrat Kühn benannt; viel später stellte sich heraus, dass es sich um die untere Abteilung des tiefen Planitzer Flözes handelt) aufgefunden.
Das Abteufen des Auroraschachtes wurde bei 286 m Teufe eingestellt. Anschließend wurden beide Schächte streichend im Rußkohlenflöz durchschlägig miteinander verbunden. Der Auroraschacht erhielt ebenfalls eine Fördermaschine mit 16 PS und eine Wasserhaltungsmaschine mit 20 PS Leistung.
1844 wurde auf Vereinsglück eine neue Dampffördermaschine aufgestellt. 1845 wurde Handförderung mit englischen Förderwagen auf Profilschienen („englisches Gestänge“) anstelle der bis dahin verwendeten Laufkarren eingeführt.

### Die weiteren Jahre
1854 erhielten beide Schächte Anschluss an die Bockwaer Kohlenbahn in Schedewitz über ein Rückstoßgleis im Bereich des heutigen Haltepunktes Schedewitz der Bahnstrecke Schwarzenberg–Zwickau. Die Kosten betrugen 25000 Taler; die Strecke hatte eine Länge von 1,19 km, die Steigung betrug 1:44. Insgesamt wurden 20 Weichen und etwa 4,3 km Gleis verlegt. Am 13. Juli 1855 wurde der dritte Schacht der Gesellschaft, der Glückaufschacht, rund 700 m nordwestlich (50° 42′ 10,6″ N, 12° 28′ 47″ O) des Vereinsglückschachtes begonnen. Er hatte eine rechteckige Schachtscheibe mit den Abmessungen 5,63 × 3,41 m und war für zwei Förderanlagen ausgelegt. Es wurde aber nur eine Förderung mit einer Einzylinderdampffördermaschine mit stehendem Zylinder und Balancier der Chemnitzer Maschinenfabrik eingebaut. Die Seilkörbe hatten einen Durchmesser von 2,2 m bei einer Breite von 0,43 m. Das 25 mm starke Förderseil wurde daher in mehreren Lagen übereinander aufgewickelt, was den Seilverschleiß erhöhte. Der Schacht erreichte 1860 seine Endteufe von 292 m. Insgesamt wurden beim Abteufen vier Flöze angetroffen: das Rußkohlenflöz mit nur 0,4 m Mächtigkeit, die obere Abteilung des tiefen Planitzer Flözes mit 2,2 m, die untere Abteilung mit 2,5 m und die obere Abteilung des Ludwigflözes mit 3,5 m Kohle. 1859 wurde vom Vereinsglückschacht aus der Glückaufschacht mit einem 850 m langen Stichgleis angeschlossen.
1865 wurde auf Vereinsglück eine Trockenseparation sowie eine Kohlenwäsche gebaut.
1866 erhielt der Auroraschacht eine stärkere Wasserhaltungsmaschine, für die 1867 ein neues Maschinenhaus errichtet wurde.
Im Jahre 1870 wurde auf Glückaufschacht ein Guibal-Ventilator aufgestellt, den eine 70-PS-Dampfmaschine antrieb. Das Laufrad des Ventilators hatte 9,5 m Durchmesser und war 1,8 m breit. Der Ventilator arbeitete saugend und der Glückaufschacht diente als ausziehender Wetterschacht. Am 20. Oktober 1872 brach die Hauptwelle der Fördermaschine, wodurch der Schacht vorerst nicht mehr befahren werden konnte. Infolgedessen ereignete sich am 12. November in 72 m Teufe ein Schachtbruch. Der Schacht war nicht zu halten und musste verstürzt werden, d. h., er wurde mit Bergen verfüllt. Nachdem das Gebirge stabilisiert war, wurde der Schacht wieder aufgewältigt und im Bereich der Bruchstelle in Mauerung gesetzt. Die Förderung konnte erst 1875 wieder aufgenommen werden.
Im Jahre 1872 wurde auf Vereinsglück eine neue liegende Zwillingsdampffördermaschine mit Schiebersteuerung und 50 cm Zylinderbohrung der Fabrik Brod und Stiehler in Betrieb genommen, für die ein Seilscheibenstuhl errichtet wurde. Im Jahre 1874 erhielt der Auroraschacht ebenfalls einen hölzernen Seilscheibenstuhl. 1879 erwarb der Verein das Sarfertsche Steinkohlenwerk in Schedewitz. 1879 wurde der Vereinsglückschacht auf 280 m weiterverteuft und dabei bei 242 m Teufe das Ludwigflöz mit 3,5 m Kohle aufgefunden. 1881 wurde der Glückaufschacht weiterverteuft.
Am 20. Januar 1885 wurde das südlich markscheidende Steinkohlenwerk „G. Schmidts Erben“ aufgekauft, dessen 250 m tiefer Fortunaschacht (50° 41′ 40,2″ N, 12° 29′ 18,3″ O) als Förder- und Wetterschacht weitergenutzt wurde. Im selben Jahr fand ein Feldestausch mit der im Norden markscheidenden Zwickauer Bürgergewerkschaft statt und zwischen Aurora- und Vereinsglückschacht wurde anstelle der bisherigen übertägigen Seilbahn eine Kettenbahn erbaut. Auf Glückaufschacht wurde Seilfahrt eingeführt, auf den zweietagigen Fördergestellen fanden 12 Mann Platz, die Geschwindigkeit betrug 8 m/s.
Den Betrieb auf der Anschlussbahn führten die Königlich Sächsischen Staatseisenbahnen bis 1885 mit ihren Betriebsmitteln. Der betriebsinterne Verschub der Kohlewagen wurde mit Pferden durchgeführt. 1885 beschaffte der Verein die Lokomotive VEREINSGLÜCK und 1886 die GLÜCKAUF bei der Sächsischen Maschinenfabrik in Chemnitz. Sie glichen weitestgehend den von der Staatsbahn beschafften Lokomotiven der Gattung VII T.
1887 wurde das Werk an die südlich vorbeiführende v. Arnimsche Kohlenbahn angeschlossen, die eigene Anschlussbahn zum Haltepunkt Schedewitz wurde abgebrochen. Anschlussgleise führen zum Vereinsglück, Glückauf- und Auroraschacht. 1888 wurde eine übertägige Kettenbahn zwischen der Aufbereitung Vereinsglück und dem Fortunaschacht gebaut, um die Kohle aus dem Fortunafeld bei Vereinsglück aufbereiten zu können. 1889 wurde die alte Dampffördermaschine des Auroraschachtes durch eine stärkere Zwillingsdampffördermaschine ersetzt. 1890 erhielt der Schacht ein eisernes Fachwerk-Streben-Fördergerüst. Für die Mannschaft wurde Seilfahrt eingeführt. 1893 wurde im Glückaufschacht eine zentrale Wasserhaltung für das gesamte Werk in Betrieb genommen, die Wasserhaltungen der anderen drei Schächte wurden stillgelegt. Im Jahre 1900 wurde die Zentralwasserhaltung mit neuen elektrischen Pumpen ausgerüstet.
Im Jahre 1900 wurde das Abbauverfahren von Pfeilerbruchbau auf Strebbau mit Handvollversatz umgestellt, um die Grubenbrandgefahr zu senken. In den ersten Jahrzehnten wurde nur Stückkohle gefördert, die Klarkohle blieb in den Abbaupfeilern liegen und war eine Ursache für die häufigen Grubenbrände.
Am 14. Juli 1901 kam es erneut zu einem Schachtbruch im Glückaufschacht, der allerdings nicht so gravierend wie der von 1872 war. Nunmehr wurde der Schacht komplett ausgemauert und auch ein eiserner Seilscheibenstuhl eingebaut. Ebenfalls im Jahre 1901 wurde auf Glückaufschacht ein Mannschaftsbad errichtet.
Das Fortunafeld war 1904 ausgekohlt, der Schachtsicherheitspfeiler des Fortunaschachtes wurde unter Einsatz des Spülversatzverfahrens gewonnen.
1906 wurde untertage Seilbahnförderung eingeführt.

### Die letzten Jahre
Ab 1909 gingen die Förderung und die Erträge des Werkes mehr und mehr zurück. 1916 wurde der Schachtsicherheitspfeiler des Vereinsglückschachtes mit Spülversatz abgebaut. 1917 war die Lagerstätte ausgekohlt und die Gesellschaft wurde schließlich am 11. Juli 1920 liquidiert. Nach der Liquidation des Vereins wurde die Berechtsame von der Stadt Zwickau an den EStAV verpachtet, der in den folgenden Jahren im Alten Mann noch Klarkohlen sowie Restpfeiler abbaute und anschließend die Schächte verwahrte.